# Monte Dente della Vecchia
Il monte Dente della Vecchia è un rilievo italiano alto 1843 metri sul livello del mare, situato nell'Appennino tosco-emiliano, nel comune di Abetone Cutigliano, presso la testata della valle del Sestaione.

## Caratteri
Come dice la denominazione, sotto l'aspetto orografico la vetta, ha la forma di un gigantesco dente che s'innalza improvvisamente, presso il passo della Vecchia, dalla cresta che si distacca verso Nord-Est dall'Alpe Tre Potenze, per ricadere sul passo della Fariola e proseguire salendo fino al monte Gomito, alto 1892 metri s.l.m.. 
Tale cresta costituisce lo spartiacque tra: il bacino imbrifero del torrente Sestaione, a sud-est, che è affluente del torrente La Lima, il quale si getta nel Serchio, tributario del mare Tirreno; e il bacino del rio delle Pozze, a nord-ovest, che è affluente del torrente Scoltenna, il quale s'immette nel fiume Panaro, tributario del mare Adriatico.
Ai piedi del Dente della Vecchia, a ovest, nella val di Luce, si trova il lago Piatto; a sud, nella valle del Sestaione, si trova il Lago Nero.
Il Dente della Vecchia è situato al di sopra del limite altimetrico della vegetazione arborea; nella zona si trovano estesi vaccinieti, conifere striscianti, e prati-pascoli tipici delle brughiere di alta quota.
Alcune mappe geografiche riportano l'indicazione Denti della Vecchia anziché Dente della Vecchia: tra la gente del posto la montagna è però denominata solo nel secondo modo: d'altra parte, il rilievo è uno solo.

## Accessi
È possibile accedere al monte Dente della Vecchia provenendo dall'omonimo passo, che è situato a sud-ovest rispetto alla montagna: si risale l'esile cresta superando difficoltà di tipo non alpinistico, anche se occorre prestare attenzione. Oppure, si può accedere provenendo da nord-est, dal passo della Fariola, subito sotto la vetta del monte Gomito, punto di arrivo degli impianti di risalita della stazione sciistica e di villeggiatura estiva di Abetone.

## Storia
Dal passo della Vecchia, accanto al monte omonimo, sarebbe transitato nel 217 a.C. il condottiero cartaginese Annibale Barca con il suo esercito, dopo avere attraversato l'altro valico che ancora oggi porta il nome, il passo di Annibale, a poche centinaia di metri di distanza; questi proveniva dalla Valle del Po ed era diretto verso la pianura pistoiese. 
Dai suddetti passi sono stati trasportati per quasi due secoli lunghi tronchi di abete rosso e di faggio provenienti soprattutto dalla foresta di Boscolungo, ora di Abetone, tronchi destinati a costruire nell'Arsenale navale di Pisa i lunghi remi ed il fasciame delle navi del Granducato di Toscana. Infatti, grazie ad accordi con il Ducato di Modena, questo legname, dopo essere stato faticosamente portato dalla Valle della Lima fino alla testata della Valle del Sestaione, presso il Lago Nero, e dopo l'attraversamento del passo della Vecchia e del Passo di Annibale, veniva trasportato a dorso di mulo in discesa in Garfagnana, dove raggiungeva il fiume Serchio a Coreglia Antelminelli. 
In tal modo, non venivano toccati i possedimenti dell'ostile Ducato di Lucca, ma attraversati solo quelli degli alleati estensi. Giunti in fondo alla Garfagnana, i tronchi venivano caricati su zattere e lasciati fluitare nel fiume fino al mare; quindi venivano trainati con barconi fino alla vicina foce del fiume Arno, dalla quale risalivano la corrente fino a Pisa. Per queste ragioni, il tragitto era denominato la Via dei remi.
Prima e durante i primi anni della seconda guerra mondiale l'ing. Lapo Farinati degli Uberti dette vita ad un ambizioso progetto che prevedeva, tra l'altro, la realizzazione di costruzioni e di impianti per lo sviluppo turistico estivo ed invernale della Valle delle Pozze, progetto che interessava anche le pendici del Dente della Vecchia. Vennero realizzate costruzioni in pietra, tra cui un albergo, che ancora oggi è visibile da tutta la valle e parzialmente funzionante. 
Le vicende belliche prima e la scomparsa nel 1948 dell'imprenditore interruppero la prosecuzione ed il coronamento dell'iniziativa. Negli anni sessanta del secolo scorso ripresero gli sforzi per la valorizzazione della valle e furono realizzate costruzioni e vari impianti di risalita a fune, tra i quali quello delle Tre Potenze, proprio accanto al Dente della Vecchia; proprio dal Passo della Vecchia transita infatti la pista di sci che scende nella Valle delle Pozze, ora denominata Val di Luce.